# Issoire APM 20 Lionceau
Die Issoire APM 20 Lionceau ist ein zweisitziges Leichtflugzeug des französischen Herstellers Issoire Aviation. Sie ist die zweisitzige Variante der dreisitzigen APM 30 Lion beziehungsweise der viersitzigen APM 40 Simba.

## Konstruktion
Das Flugzeug wurde von Philippe Moniot hauptsächlich als Schulflugzeug konstruiert. 1999 erhielt es seine Musterzulassung. Es ist das erste musterzugelassene Kleinflugzeug, das vollständig aus Carbon gefertigt wird. Als Triebwerk kommt ein Rotax 912 A2 zum Einsatz, der zusammen mit dem zweiblättrigen Propeller eine Reisegeschwindigkeit von 113 kn (209 km/h) erlaubt.
Das Cockpit ist mit einer Basisavionik bestehend aus Fluginstrumenten in der klassischen „Sixpackanordnung“ ausgestattet. In der oberen Reihe befinden sich Fahrtmesser, künstlicher Horizont und Höhenmesser; in der unteren Wendezeiger, Kompass und Variometer. Auf der rechten Seite des Panels befindet sich ein Display zur Motorüberwachung.

## Technische Daten
| Kenngröße             | Daten               |
| --------------------- | ------------------- |
| Besatzung             | 1                   |
| Passagiere            | 1                   |
| Länge                 | 6,6 m               |
| Spannweite            | 8,6 m               |
| Höhe                  | 2,4 m               |
| Flügelfläche          | 9,5 m²              |
| Flügelstreckung       | 7,8                 |
| Leermasse             | 415 kg              |
| max. Startmasse       | 655 kg              |
| Triebwerke            | ein Rotax 912 A2    |
| Tankinhalt            | 65 l                |
| Propeller             | Evra Dual-Blade     |
| Reisegeschwindigkeit  | 113 kn (209 km/h)   |
| Höchstgeschwindigkeit | 135 kn (250 km/h)   |
| max. Steigrate        | 640 ft/min          |
| Dienstgipfelhöhe      | 15.000 ft (4.572 m) |
| Reichweite            | 440 NM (815 km)     |